# Disa sabulosa
Disa sabulosa är en orkidéart som beskrevs av Harry Bolus. Disa sabulosa ingår i släktet Disa och familjen orkidéer. Inga underarter finns listade i Catalogue of Life.